# 31-ді-Марсу (гора)
31-ді-Марсу або Піку-31-ді-Марсу (порт. Pico 31 de Março) — гора на бразильсько-венесуельському кордоні висотою 2973 м, друга за висотою вершина Бразилії. За іншими даними вона має висоту 2992 м. Гора розташована в межах масиву Піку-да-Небліна, а її вершина — всього за 687 м від найвищої вершини масиву. Зазвичай на гору піднімаються групи, що рухаються на Піку-да-Небліна — відстань між ними можна пройти менш ніж за годину. Гора названа військовою експедицією 1964 року на честь військового перевороту, що відбувся 31 березня, за кілька місяців до сходження, і на той час називалася «Революцією 31 березня».